# Piranga (Minas Gerais)
Piranga – miasto i gmina w Brazylii, w stanie Minas Gerais. Znajduje się w mezoregionie Zona da Mata i mikroregionie Viçosa.